# Артёмова, Клавдия Александровна
Клавдия Александровна Артёмова (20 мая 1927 года, деревня Малые Семенычи, Наро-Фоминский район, Московская область — 16 декабря 2023) — штамповщица Московского автомобильного завода имени И. А. Лихачёва Министерства автомобильной промышленности СССР. Герой Социалистического Труда (1971).

## Биография
Клавдия Антонова родилась 20 мая 1927 года в деревне Малые Семенычи Наро-Фоминского района Московской области. Окончила 10 классов средней школы. В 1951 году переехала в Москву и устроилась на работу на 1-й автомобильный завод имени Сталина (с 1953 года — Московский автомобильный завод имени И. А. Лихачёва). Работала штамповщицей, затем освоила профессию наладчика. В 1956 году вступила в КПСС.
Ежемесячно выполняла план на 150—170 %. Автор семи рационализаторских предложений. По итогам трудовой деятельности в годы Семилетки (1959—1965) была награждена в 1966 году орденом Ленина.
В 1970 году досрочно выполнила личные социалистические обязательства и производственные задания Восьмой пятилетки (1966—1970). Указом Президиума Верховного Совета СССР от 5 апреля 1971 года «за выдающиеся успехи в выполнении заданий пятилетнего плана по развитию автомобильной промышленности» удостоена звания Героя Социалистического Труда с вручением ордена Ленина и золотой медали «Серп и Молот».
Избиралась делегатом XXIV съезда КПСС, членом МГК КПСС, депутатом Моссовета, членом Пролетарского РК КПСС.
Трудилась на ЗИЛе до выхода на пенсию. Проживает в Москве.

## Награды
- Герой Социалистического Труда (05.03.1971)[1]
- Орден Ленина — дважды (30.07.1966; 05.04.1971)[1]